# Rhipidia (Rhipidia) tetraleuca
Rhipidia (Rhipidia) tetraleuca is een tweevleugelige uit de familie steltmuggen (Limoniidae). De soort komt voor in het Neotropisch gebied.